# Michael Mikkelsen
Michael Mulvad Mikkelsen (født 5. april 1966) er en tidligere dansk atlet.
Mikkelsen var medlem af Skovbakken (-1988) og Sparta Atletik (1988-) og vandt 17 danske mesterskaber i højdespring, deraf ni indendørs og otte udendørs.
Karrierens bedste resultat er de danske rekorder inde og ude på 2,27 m; udendørsrekorden holdt indtil 2019, hvor Janick Klausen nåede over 2,28 m, mens indendørsrekorden fortsat holder pr. 2019 (nu delt med Klausen). I 1990 blev han nummer seks på EM-indendørs på dette resultat og 1991 sprang han igen 2,27 ved Århus Games på Århus Stadion.
Mikkelsen er 1,95 høj.

## Internationale mesterskaber
- 1991 VM Højdespring 30 2,20
- 1990 EM Højdespring 2,20
- 1990 EM-inde Højdespring inde 6 2,27

## Danske mesterskaber
- Guld 1997 Højdespring 2,06
- Guld 1997 Højdespring inde 2,08
- Guld 1996 Højdespring 2,09
- Guld 1996 Højdespring inde 2,08
- Sølv 1995 Højdespring 2,06
- Guld 1995 Højdespring inde 2,08
- Guld 1994 Højdespring 2,09
- Sølv 1993 Højdespring 2,06
- Guld 1992 Højdespring 2,09
- Guld 1992 Højdespring inde 2,07
- Guld 1991 Højdespring 2,09
- Guld 1991 Højdespring inde 2,10
- Guld 1990 Højdespring 2,21
- Guld 1990 Højdespring inde 2,19
- Guld 1989 Højdespring 2,15
- Guld 1988 Højdespring 2,16
- Guld 1988 Højdespring inde 2,16
- Guld 1987 Højdespring inde 2,09
- Bronze 1986 Højdespring 2,03
- Guld 1985 Højdespring inde 2,10

## Danske rekorder

### Seniorrekorder
- Højdespring: 2,27 1. august 1991
- Højdespring inde: 2,27 4. marts 1990

### U23-rekorder
Højdespring 2,22 21. august 1988

## Efter karrieren
Michael Mikkelsen droppede atletikken i 1997, da han fik sin første datter, og han blev gift i 2000.